# تشارلي كوكس
تشارلي كوكس (بالإنجليزية: Charlie Cox)‏ (مواليد 15 ديسمبر 1982) هو ممثل، وممثل أفلام، من المملكة المتحدة، ولد في لندن.

## التعليم
تعلم في مدرسة شيربورن ‏، ومدرسة بريستول أولد فيك المسرحية.

## وصلات خارجية
- تشارلي كوكس على موقع IMDb (الإنجليزية)
- تشارلي كوكس على موقع ألو سيني (الفرنسية)
- تشارلي كوكس على موقع أول موفي (الإنجليزية)
- تشارلي كوكس على موقع قاعدة بيانات برودواي على الإنترنت (الإنجليزية)
- تشارلي كوكس على موقع قاعدة بيانات الأفلام السويدية (السويدية)
- تشارلي كوكس على موقع إن إن دي بي (الإنجليزية)
- تشارلي كوكس على موقع قاعدة بيانات الفيلم (الإنجليزية)
- تشارلي كوكس على موقع كينوبويسك (الروسية)